# Maurer Röte
Die Maurer Röte (2873 m ü. A.), früher auch Mitterrücken oder falsch als Galtenkopf bzw. Galtenkogel bezeichnet, ist ein Berggipfel des Eichhamstocks in der Venedigergruppe in Osttirol (Österreich). Er liegt an der Grenze zwischen den Gemeinden Matrei in Osttirol und Prägraten am Großvenediger. Benachbarte Gipfel sind der Galtenkogel im Südosten und der Rauhkopf im Westen. Die Erstbesteigung erfolgte am 14. August 1931 durch R. Soudek, H. Koppitz, K. Soff und L. Wamprechtsamer.

## Lage
Die Maurer Röte liegt im äußersten Osten des Eichhamstocks im Bereich der Kernzone des Nationalparks Hohe Tauern. Im Süden befindet sich das Virgental, im Norden das Malfrosnitztal (auch Mailfrosnitztal). Die scharfe Schneide der Maurer Röte befindet sich zwischen dem Rauhkopf im Nordwesten und dem Galtenkogel im Südosten, wobei die Maurer Röte vom Galtenkogel durch die Galtenscharte getrennt ist. Die Nordwand der Maurer Röte trennt den Berg vom Malfrosnitzboden.

## Aufstiegsmöglichkeiten
Die Maurer Röte ist alpin unbedeutend und wird durch den Gratübergang vom Rauhkopf erstiegen. Hierzu erfolgt zunächst der Weg auf den Rauhkopf und von dort der Abstieg in eine tiefe Scharte, wo sich ein Steinmann befindet. Danach erfolgt der weitere Weg durch eine Schuttrinne südlich in die Tiefe und danach rechts um einen Gratturm. Nach der Rückkehr zum Grat folgt der Anstieg dem Grat entlang bis zu einem hohen Felsturm, der erklettert oder rechts über steile Platten umgangen werden kann. Am Plattengrat führt der weitere Weg bis zur Gipfelscharte, danach erreicht man über Platten einen Turm und über ihn oder auf ausgesetztem Band links um den Turm den Gipfel.
Als Alternative eignet sich der Südostgrat von der Galtenscharte, wobei schwierigere Stellen an diesem Grat südlich umklettert werden können (II).